# Пирр (патриарх Константинопольский)
Пирр — патриарх Константинопольский (638—641; январь 654 — 1 июня 654).

## Биография
Во время своего патриаршества Пирр придерживался монофелитских взглядов.
В 641 году был обвинен в покушении на жизнь Константина III. Пирр оставил патриарший престол и затем был сослан в Африку.
В 645 году принял участие в диспуте с монахом Максимом Исповедником по поводу монофелитства. В результате Пирр согласился с Максимом и отрёкся от своих взглядов. Однако вскоре он опять объявил себя монофелитом.
В январе 654 года был вновь возведен на патриаршую кафедру Константинополя. Умер Пирр 1 июня в том же году.